# Eikholmen
Ne doit pas être confondu avec Eikholmen (Kvinnherad).
Eikholmen est une île norvégienne du comté de Hordaland appartenant administrativement à Austrheim.

## Description
Rocheuse et désertique, elle s'étend sur environ 278 m de longueur pour une largeur approximative de 220 m.